# Auquainville
Auquainville is een plaats en voormalige gemeente in het Franse departement Calvados in de regio Normandië. De plaats telt 258 inwoners (1999) en maakt deel uit van het arrondissement Lisieux.

## Geschiedenis
Op 1 januari 2016 werd de gemeente opgeheven en opgenomen in de op die dag gevormde commune nouvelle Livarot-Pays-d'Auge.

## Geografie
De oppervlakte van Auquainville bedraagt 9,6 km², de bevolkingsdichtheid is 26,9 inwoners per km².
De onderstaande kaart toont de ligging van Auquainville met de belangrijkste infrastructuur en aangrenzende gemeenten.

## Demografie
Onderstaande figuur toont het verloop van het inwonertal (bron: INSEE-tellingen).

Vanwege een beveiligingsprobleem met de MediaWiki Graph-software is het momenteel niet mogelijk deze grafiek weer te geven. Zodra de software is bijgewerkt zal de grafiek vanzelf weer zichtbaar worden.